# 李容鐵
李容鐵（리영금，1999年4月20日—），北韓越野滑雪女子運動員，她在2018年平昌冬季奧運出戰女子10公里自由式賽事。在比賽中她因滑倒和走錯方向的關係，最終倒數第二名完成賽事。

## 資料來源
1. ↑  . Yahoo!. 2018-02-15  [2018-02-15]. （原始内容存档于2018-02-18）.